# Брак (икономика)
 Тази статия е за брака като икономическо понятие.  За брака като граждански съюз вижте Брак.  
Бракът, като икономическо понятие, означава негодна за употреба стока или услуга. Повечето производители използват определен вътрешнофирмен стандарт за оценяване на произведените стоки, преди да ги пуснат на пазара. ISO 9000 препоръчва вместо „брак“ да се използва терминът „несъответстващ продукт“.
За определяне на пригодността на стоките и услугите за употреба се използват качествени и количествени показатели. Качествените (рангови) показатели в повечето случаи представляват една комплексна оценка, която може да се изрази с категориите „отлично“, „добро“, „приемливо“ и „лошо“ – неприемливо, непригодно за употреба, брак. Количествените показатели винаги имат някаква конкретно определена стойност, която подлежи на измерване. Така например качествените показатели за оценка на сладоледа са неговият цвят, вкус и аромат, а количествените – неговото тегло, температура и срокът му на годност.